# كلية لوبورو
كلية لوبورو هي كلية للتعليم الإضافي العام تقع في ليسيسترشاير ، إنجلترا، والتي تقدم التعليم الإضافي والتعليم العالي والتدريب المهني والمؤهلات المهنية.

## دورات التعليم الإضافي
تقدم الكلية مجموعة من البرامج والدورات في التجميل والأعمال ورعاية الأطفال والصناعات الإبداعية والحوسبة والتمديدات الكهربائية والهندسة وتصفيف الشعر والضيافة والمطاعم والترفيه والسفر والطيران والمركبات الآلية والخدمات العامة والرياضة. وقد أقامت شراكة مع الأكاديمية الوطنية للفضاء لتشكيل برنامج هندسة الفضاء. تقدم الكلية للطلاب الخبرة العملية كجزء من دراستهم.

## التدريب المهني
تمتاز الكلية في توفير فرص التدريب للطلاب الذين يرغبون في اكتساب مهارات عملية في بيئة العمل أثناء كسب الأجر.

## المؤهلات
تتعاون الكلية مع مجموعة من المؤسسات مثل: جمعية فنيي المحاسبة، ومعهد التسويق المعتمد، ومعهد القيادة والإدارة.

## خريجون بارزون
من خريجي الكلية:
- توماس يونغ – عداء 100 متر T38
- هاري أيكينز أرييتي – ألعاب القوى
- أندرو بارنارد – كريكت هارفي بارنز – كرة قدم
- جود بيلينجهام – كرة قدم
- ماسون بينيت – كرة قدم
- كاتي بولتر – تنس
- صوفي برادلي – كرة قدم
- راشيل براج – كرة طائرة
- كارين كارني – كرة قدم
- بن تشيلويل – كرة قدم
- إليز كريستي – التزلج على المسار القصير
- ليبي كليج – ألعاب القوى
- جيمس داساولو – ألعاب القوى
- توني دوجان – كرة قدم
- هاري إليس – اتحاد الرجبي
- دانييل فوج – السباحة
- كارل فروش – ملاكمة
- فيل جيلكريست – كرة قدم
- روبي غرابارز – ألعاب القوى
- صوفي هان – ألعاب القوى
- لوسي هول - الترياتلون
- فران هالسول - السباحة
- جيف هندريك – كرة قدم
- ستيف هوتون – كرة قدم
- توم هادلستون – كرة قدم
- سام انجرام – الجودو
- آندي كينج – كرة قدم
- تشارلي ماثيوز – اتحاد الرجبي
- ميلاني نوشر – السباحة
- روبرتو بافوني – السباحة
- ليون راتيجان – مصارعة
- جيما ريكي – عداءة المسافات المتوسطة. تم التصويت عليها من قبل مجلة ألعاب القوى الأسبوعية "أفضل رياضية بريطانية للسيدات لعام 2020"
- جو روباك - السباحة
- توم روجيك – كرة قدم
- مارتين روني – ألعاب القوى
- جيفري شلوب – كرة قدم
- سارة ستيفنسون – التايكوندو
- برادلي سيندن – التايكوندو
- ليام تانكوك – السباحة
- صوفي ثورنهيل - ركوب الدراجات الهوائية
- نيكولا وايت – هوكي الجليد
- كيلي هودجكينسون - ألعاب القوى